# شغاد

رستم يقتل شغاد ويموت، في إحدى المنمنمات الفارسية

شغاد أو شغاذ من أهم الشخصيات الشاهنامة وقد ذكر اسمه في الأساطير الإيرانية الدينية والتاريخية. هو بطل من الأبطال الذين ذكر اسمهم في سيرالملوك وعاش شغاذ من أخوه رستم في زابلستان. هو شغاد بن زال بن سام بن نريمان بر كرشاسب بن ساما بن فريدون بن آبثين وآبثين من أبطال الفرس وينتسب إلي طهمورث الملك. وزوجه ملك كابل ابنته وعاش شغاد في كابل ثماني سنوات. كان رستم يأخذ كل سنة من أهل كابل ذهبا. فلما قرب رستم من كابل أرسل شغاذ إلى صهره يأمره باستقبال رستم.فقدّم اليه ملك كابل أنواع الأطعمة، وأحضره الشراب والمغانى. فلما ذهب رستم واصحابه إلي المتصيد، حفر ملك كابل آبارا. فوقع رستم في حفيرة من تلك الحفائر. ووقع زاوره في حفيرة أخرى. فرمى رستم الشجرة بإحدى النشابتين فنفذت فيها وخصلت إلى شغاذ وخاطته مع الشجرة، ثم مات رستم ومات زوارة أيضا في الحفيرة التي وقع فيها.